# Martin Winterkorn
Martin Winterkorn [ˈmaɐ̯tiːn 'vɪntɐkɔʁn] (Leonberg, Baden-Württemberg, 24 de maig de 1947) és un executiu alemany, catedràtic honorari de la Universitat Tongji de Xangai, de la Universitat de Tecnologia i Economia de Budapest i de la Universitat Tècnica de Dresden, president del consell d'administració de Volkswagen AG (VAG), empresa matriu del consorci automobilístic homònim entre 2007 i 2015.
Winterkorn va estudiar Metal·lúrgia i Física de Materials a la Universitat de Stuttgart entre 1966 i 1973 i, el 1977, es va doctorar a l'Institut Max Planck. Va començar la seva carrera professional el 1977 a la divisió d'Enginyeria de Processos de Robert Bosch GmbH. Entre 1978 i 1981 va liderar un grup de desenvolupament a Robert Bosch GmbH i Bosch-Siemens Electrodomèstics; després va fitxar per Audi per treballar com a ajudant del director de Qualitat. Va ascendir dins la companyia de Ingolstadt fins a esdevenir el 1990 en màxim responsable d'aquesta àrea. El 1993 va ser contractat per Volkswagen per fer-se càrrec del Departament de Qualitat. El 1996 es va convertir en director de Desenvolupament Tècnic de la marca i el juliol de 2000 va entrar a la junta directiva del consorci com a responsable de Recerca i desenvolupament. Va ser un dels principals impulsors del New Beetle.
Ascendí al càrrec de president del consell d'administració d'Audi AG l'1 de març de 2002, liderant també el grup de marques d'Audi, format dos mesos abans i que incloïa a SEAT i Lamborghini. Va ser responsable del desenvolupament tecnològic d'Audi AG des de l'1 de gener de 2003. La seva qualitat de president del consell d'administració d'Audi li va permetre obtenir seient en el de VAG. Va estar al capdavant de la marca bavaresa fins al desembre de 2006, quan va ser substituït per Rupert Stadler. L'1 de gener de 2007 va substituir a Bernd Pischetsrieder com a president del consell d'administració de Volkswagen AG (VAG). Al llarg del seu mandat va nomenar dissenyador en cap a Walter de Silva i cap de recerca i desenvolupament a Ulrich Hackenberg. Amb la fusió del consorci de Wolfsburg amb Porsche el 13 d'agost de 2009, Winterkorn va esdevenir també president del consell d'administració del Porsche Automobil Holding.
El 23 de setembre de 2015, Winterkorn es va veure obligat a presentar la seva dimissió com a president del consell d'administració de VAG després de demostrar-se que el consorci germà va incloure un programari fraudulent a milions de vehicles, amb l'objectiu de falsejar el resultat dels processos d'homologació d'emissions de gasos contaminants.